# 梅托河側帶雅羅魚
梅托河側帶雅羅魚（學名：Telestes metohiensis）為輻鰭魚綱鯉形目雅羅魚科的其中一種，被IUCN列為易危保育類動物，分布於歐洲克羅埃西亞及波士尼亞淡水流域，本魚體延長，吻部粗壯，明顯圓形，嘴近端位，側線通常幾乎完整，側線鱗數51-70枚，從鰓蓋到尾基部有一條狹窄的深色條紋，體長可達10公分，棲息在高海拔的喀斯特地形的溪流和湖泊，由於汙染和棲地破壞造成族群數量減少，生活習性不明。